# Schurken in Power Rangers: RPM
De schurken in de serie Power Rangers: RPM zijn allemaal robots en machines gemaakt door het computervirus Venjix. Ze hebben bij aanvang van de serie al vrijwel de hele wereld veroverd, op de stad Corinth na.

## Venjix
Venjix is een zelfbewust computervirus. Drie jaar voor aanvang van de serie dook hij op, en begon alle computers ter wereld over te nemen. Hij nam zo alle militaire installaties en communicatiesystemen over, en gebruikte deze om zijn eigen leger te bouwen.
De oorsprong van Venjix wordt onthuld in de aflevering Dr. K. Venjix is een creatie van Dr. K, dezelfde wetenschapper die ook de Rangertechnologie heeft ontwikkeld. Toen Dr. K nog jong was, werd ze gerekruteerd voor een project genaamd Alphabet Soup. Hier moest ze aldoor helpen met ingewikkelde wiskundige formules, en mocht nooit contact hebben met de buitenwereld. Om toch te ontsnappen maakte ze het Venjix-virus, dat tot doel dat de computers in het Alphabet Soup-gebouw tijdelijk te infecteren en zo de beveiliging uit te schakelen. Ze werd echter betrapt voor ze een firewall kon installeren die het virus binnen het gebouw moest houden, zodat Venjix ook computers buiten het gebouw kon infecteren. Een jaar later had hij al 37% van alle computers ter wereld geïnfecteerd.
Venjix houdt zich aanvankelijk op in een mechanisch fort op een eiland, van waaruit hij zijn legers op Corinth afstuurt. Hij ziet eruit als een grote pilaar met een rood oog. Sinds aflevering 14 kan hij zich ook in een robot "downloaden" zodat hij mobiel wordt en eventueel zelf tegen de rangers vechten. Hij kan zich ook weer naar de pilaar downloaden, dus hij heeft nu twee verschillende vormen. Dit is de eerste keer dat de hoofdvijand twee echt verschillende vormen heeft. Hij vecht zo een paar keer met de Rangers, maar wordt telkens door hen verslagen.
In de climax van de serie blijkt dat Venjix een groot aantal mensen in Corinth heeft geïnfecteerd met zijn technologie waardoor ze onbewust zijn handlangers zijn geworden. Hij gebruikt hen om eindelijk Corinth binnen te kunnen dringen en zo de stad te veroveren. Hij vecht eigenhandig met de rangers in zijn nieuwste lichaam. Tevens gebruikte hij zijn technologie om de rangers en hun zords een voor een uit te wissen, als ware het een computerprogramma. De Rangers gebruiken deze technologie echter tegen hem om zijn hele leger uit te wissen. Venjix zelf wordt verslagen wanneer hij wordt verpletterd onder de vallende controletoren van Corinth.
In een epiloog van de laatste aflevering blijkt echter dat Venjix nog steeds actief is als virus, gevangen in de morpher van de groene Ranger.

## Generaal Crunch
Een van Venjix’ handlangers. Hij is niet bijster slim en raakt snel verward. Venjix beschouwt hem als een verouderd stuk techniek, en wil hem het liefst laten vervangen. Eenmaal vernietigd Venjix hem, maar herbouwd hem uiteindelijk toch.
Crunch is de hele serie actief, maar altijd als achtergrondpersonage. Hij vecht in de climax van de serie mee met Venjix. Hij moest toen de toegang tot de controletoren bewaken. Crunch was nog in de toren toen deze op Venjix viel en ontplofte, en kwam daardoor ook om in deze explosie.

## Generaal Shifter
Een van Venjix’ generaals. Hij is slimmer dan Crunch, en wil net als Venjix niets liever dan de wereld veroveren. Hij is een generatie-5 robot.
Shifter is niet vaak betrokken bij gevechten, maar als hij vecht kan hij de rangers vaak makkelijk aan. Later in de serie maakt hij een nieuw lichaam voor Venjix, maar dit lichaam blijkt niet te werken door toedoen van Tenaya 7. Shifter wordt na deze mislukking door Venjix verbannen. Hij besluit hierop om de rangers eigenhandig te bevechten, maar wordt verslagen door de RPM ultrazord. Hierna vechten hij en Scott het nog met elkaar uit, waarbij Shifter definitief wordt vernietigd.

## Tenaya 7 / Tenaya 15
Tenaya 7 is een robot die ontworpen is om eruit te zien als een menselijke vrouw. Op die manier kan ze makkelijk infiltreren in Corinth. Ze moest voor Venjix de Groene Morpher bemachtigen door zich voor te doen als een potentiële kandidaat voor de positie van Groene Ranger, maar faalde door tussenkomst van Ziggy. Hierna wilde Venjix haar eigenlijk vernietigen, maar ze kon haar nut voor hem bewijzen toen ze binnendrong in de basis van de Rangers en hen bijna in hun eigen basis vernietigde.
Ondanks haar menselijke uiterlijk is Tenaya 7 een meedogenloze machine, die niets of niemand uit de weg gaat. Ze kent geen angst. Ze heeft de gewoonte om bij het achtervolgen van haar tegenstanders altijd het lied "The Farmer in the Del" te fluiten voor ze aanvalt.
Later in de serie blijkt dat ze oorspronkelijk gewoon een mens was; de verloren zus van Dillon. Ze is door Venjix gevangen en door hem veranderd in een cyborg. Nadat dit aan het licht komt, stapt Tenaya 7 over naar de kant van de rangers en slaagde erin om de code van Venjix te stelen waardoor de Rangers alle 12 zords die ze hebben kunnen combineren tot de RPM Ultrazord. Dillon zei dat ze te vertrouwen was, maar de andere Rangers wantrouwden haar eerst, maar nadat ze de rangers heeft geholpen om de laatste drie zords aan hun kant te krijgen, won ze het vertrouwen van de andere Rangers.
Tenaya wordt echter weer gevangen door Venjix, die haar herinneringen aan Dillon uitwist en haar herprogrammeert tot Tenaya 15. Nu staat ze dus weer aan de kant van Venjix, zonder dat ze weet dat ze de zus van Dillon is. Ze vecht als Tanaya 15 met Venjix mee in de laatste slag om Corinth. Ze dringt onder andere de controletoren van de stad binnen om via een magnetische golf alle hybriden van Venjix te activeren. Dillon kan haar weer bij zinnen brengen door haar te injecteren met een tegengif voor het Venjix-virus. Eenmaal weer zichzelf helpt ze de rangers om Venjix’ technologie tegen hem te gebruiken en zo zijn hele leger te vernietigen.

## Kilobyte
Venjix's meest gevreesde generaal. Aanvankelijk werd gedacht dat hij op een onbepaald punt voor de serie was vernietigd, maar later in de serie komt hij onverwacht terug. Hij is een koude serieuze krijger die vecht met een geweer/zwaard. Hij kan absoluut niet overweg met Tenaya 7. Nadat zij haar herinneringen terugkreeg over haar verleden, ontvoerde hij haar om haar te upgraden naar Tenaya 15.
Kilobyte speelt een belangrijke rol in Venjix’ uiteindelijke plan. Zo werkt hij aan de magnetische golf om alle hybriden in Corinth te activeren, en vecht hij in de laatste slag met Venjix mee. In deze strijd wordt hij vernietigd door de rangers.

## Monsters
De monsters van Venjix zijn allemaal robots.
- Generation 5 - Attack Bot
- Generation 9 - Attack Bot Water Hoser
- Subterranean Plutonic Gopher Bot
- Generation 9 Noz Bot Attack System
- Magnetron
- Naamloze aanvalsbot #1
- Boom Bot
- Camera Attack Bot
- Naamloze aanvalsbot #2
- Reflects Bots Generation 12
- Gat Bot
- Broiler Bot
- Sat Bot
- Lightning Bot
- Naamloze aanvalsbot #3
- Dyna Bot
- Vacuum Bot
- Saw Bot Generation 15
- Saw Bot Generation 16
- Balloon Bot
- Generation 3 Textile Bot
- Naamloze aanvalsbot #4
- Knight Bot
- Hammer Bot
- Generation 3: Chemical Attack Bot
- Naamloze aanvalsbot #5
- Series 2 Roto Bot
- Heat Bot
- Generation 16 Hyperbot
- Naamloze aanvalsbot #6
- Generation 12
- Energy Bot
- Naamloze aanvalsbot #7

Als soldaten gebruikt Venjix Grinders. Grinders zijn gewapend met lasers en besturen voertuigen genaamd Drones. Deze Drones zijn aanvalsmachines die zich zowel over land als door de lucht kunnen voortbewegen.